# Colline Metallifere
Colline Metallifere je krystalický masiv a vrchovina ve středním Toskánsku, ve střední Itálii.
Leží na území čtyř provincií: Livorno, Pisa, Siena a Grosseto. Oblast byla historicky, už za dob starověkých Etrusků, využívána jako důležitý zdroj nerostných surovin a bývá nazývána toskánské Krušné hory.

## Geografie
Pouze dva vrcholy mají nadmořskou výšku vyšší než 1 000 m. Jsou jimi nejvyšší hora pohoří Cornate di Gerfalco (1 060 m)
a Poggio di Montieri (1 051 m). Velkou část Colline Metallifere tvoří kopcovitá krajina a oblast má ráz spíše vrchoviny.

## Nerostné suroviny
Pohoří je bohaté na zdroje nerostných surovin a také zdroje geotermální energie. Již během 1. tisíciletí př. n. l. byly některé tyto zdroje známy a využívány. Těžila se zde železná ruda, pyrit, chalkopyrit, kamenec, antimon, sfalerit a galenit. Těžba nerostných surovin po staletí rostla a svého vrcholu dosáhla v polovině 19. století. Ještě v době druhé světové války bylo pohoří důležitým zdrojem hnědého uhlí. Od poloviny 20. století těžba surovin výrazně klesá.